# Maybach 57
O Maybach 57 é um modelo superluxuoso da Maybach. Também tem uma versão esportiva denominada 57S.